# Veritas (musikalbum)
Veritas är det fjärde studioalbumet av den svenska sångaren Agnes Carlsson. Det gavs ut den 5 september 2012 och innehåller 11 låtar.

## Låtlista
| Nr  | Titel                | Längd |
| --- | -------------------- | ----- |
| 1.  | Amazing              | 3:47  |
| 2.  | Walk Out of Here     | 3:58  |
| 3.  | All I Want Is You    | 3:21  |
| 4.  | One Last Time        | 3:59  |
| 5.  | Loaded               | 3:30  |
| 6.  | Human Touch          | 3:49  |
| 7.  | Watching It Burn     | 3:24  |
| 8.  | Got Me Good          | 3:25  |
| 9.  | Like God             | 3:49  |
| 10. | Into the Sun         | 3:42  |
| 11. | Nothing Else Matters | 3:17  |

## Listplaceringar
| Lista   | Topplacering |
| ------- | ------------ |
| Sverige | 3            |